# Blodhemn
Blodhemn är det fjärde fullängdsalbumet av norska progressive metal bandet Enslaved. Producerat av Peter Tägtgren i hans egen studio, Abyss Studio. Detta album är det enda som Enslaved har spelat in i Abyss Studio.

## Låtlista
1. "Audhumla: Birth of the Worlds" – 1:11
2. "I lenker til Ragnarok" (Grutle Kjellson/Ivar Bjørnson) – 5:39
3. "Urtical Gods" (Dirge Rep/Bjørnson) – 3:20
4. "Ansuz Astral" (Bjørnson/Roy Kronheim) – 4:55
5. "Nidingaslakt" (Kjellson/Kronheim) –3:23
6. "Eit auga til Mímir" (Rep/Kjellson/Kronheim) – 4:25
7. "Blodhemn" (Kjellson/Bjørnson/Kronheim) – 5:33
8. "Brisinghamen" (Kjellson/Bjørnson/Kronheim) – 3:32
9. "Suttungs mjød" (Trad./Kjellson/Bjørnson) / "Perkulator" – 7:47

## Medverkande
Enslaved
- Ivar Bjørnson (Ivar Skontorp Peersen) – gitarr, keyboard
- Grutle Kjellson (Kjetil Tvedte Grutle) – basgitarr, sång
- Roy Kronheim – gitarr
- Dirge Rep (Per Husebø) – trummor

Andra medverkande
- Peter Tägtgren – producent, ljudtekniker, mixning
- Petter Hegre – omslagsdesign